# Хаймино (Ленинградская область)
Ха́ймино — деревня в Гатчинском муниципальном округе Ленинградской области.

## История
ХАЙМИНО — деревня принадлежит графине Строгоновой, жителей по ревизии: 9 м. п., 9 ж. п. (1838 год)

Согласно карте Ф. Ф. Шуберта в 1844 году деревня называлась Гаймано.

ХАРТОВЯ — деревня графини Строгоновой, по просёлочной дороге, число дворов — 2, число душ — 7 м. п. (1856 год)

ХАЙМИНО — деревня, число жителей по X-ой ревизии 1857 года: 12 м. п., 9 ж. п.

ХАЙМИНО (ГАЙМИНО) — деревня владельческая при реке Оредеже, число дворов — 4, число жителей: 13 м. п., 10 ж. п. (1862 год)

Согласно подворной описи 1882 года:

ХАЙМИНО — деревня Глебовского общества Глебовской волости
  
домов — 11, душевых наделов — 12,  семей — 7, число жителей — 27 м. п., 20 ж. п.; разряд крестьян — собственники

В конце XIX — начале XX века деревня административно относилась к Глебовской волости 1-го стана Лужского уезда Санкт-Петербургской губернии.
Согласно военно-топографической карте Петроградской и Новгородской губерний издания 1915 года деревня называлась Хаймина и насчитывала 3 крестьянских двора.
Согласно данным переписи населения СССР 1926 года в деревне Хаймино Порожского сельсовета Глебовской волости Троцкого уезда проживали 58 человек, все русские.
По административным данным 1933 года деревня называлась Хаймино и входила в состав Порожского сельсовета Красногвардейского района.
По данным 1966, 1973 и 1990 годов деревня Хаймино входила в состав Минского сельсовета.
В 1997 году в деревне Хаймино проживали 7 человек, деревня входила в состав Минского сельсовета, в 2002 году — 21 человек (все русские), в 2007 году — 16.

## География
Деревня расположена в юго-восточной части района на автодороге 41К-105 (Мины — Новинка).
Расстояние до административного центра поселения, посёлка городского типа Вырица — 29 км.
Расстояние до ближайшей железнодорожной станции Слудицы — 22 км.
Деревня находится на правом берегу реки Оредеж.

## Демография
| 1838 | 1862 | 1997 | 2007 | 2010 | 2017 |
| ---- | ---- | ---- | ---- | ---- | ---- |
| 18   | ↗23  | ↘7   | ↗16  | ↗20  | ↘15  |

### Национальный состав
Согласно данным Всероссийской переписи населения 2021 года в деревне проживали 30 человек, все русские.

## Улицы
Лесная.